# جيوفاني غالو
جيوفاني غالو (بالإيطالية: Giovanni Gallo)‏ هو سياسي إيطالي، ولد في 6 فبراير 1955. حزبياً، نشط في الحزب الديمقراطي اليساري.